# Si shui liu nian
Si shui liu nian é um filme de drama hong-konguês de 1984 dirigido e escrito por Yim Ho. Foi selecionado como representante de Hong Kong à edição do Oscar 1985, organizada pela Academia de Artes e Ciências Cinematográficas.

## Elenco
- Siqin Gaowa
- Josephine Koo